# Chris Carr
Chris Dean Carr (Ironton, 12 marzo 1974) è un ex cestista statunitense, professionista nella NBA, in Grecia e in Serbia.

## Carriera
È stato selezionato dai Phoenix Suns al secondo giro del Draft NBA 1995 (56ª scelta assoluta).

## Palmarès
- Campionato greco: 1

AEK Atene: 2001-02